# Arturo Mario
Arturo Mario (1880–1943) Fue un actor de teatro, productor, actor y director italiano de cine mudo en Argentina y Chile.

## Biografía
Nacido en Italia en 1880, se desconoce la fecha de su arribo a la Argentina. En ese país se hizo conocido por su participación en la exitosa película Nobleza Gaucha de 1915.
Debido al éxito de Nobleza gaucha en Chile, Arturo Mario y su esposa la actriz argentina María Padín, viajan a ese país en 1917. Estos se integran a la escena teatral y la incipiente industria cinematográfica chilena. Mario elige la ciudad de Valparaíso para dirigir sus propias películas, uniéndose con diversos empresarios del puerto para formar la productora Hans Frey Films. Su primera película fue Alma chilena de 1917, la versión local de Nobleza gaucha. En 1918 dirige Todo por la patria, basada en la obra teatral El Girón de la bandera. El siguiente trabajo fue La avenida de las acacias comedia de corte policial de 1918. Debido a un incendio que acabó con la productora Hans Frey, la pareja regresa al teatro.
En 1920 crea la productora Mario-Padin Films, estrenando ese año la película Manuel Rodríguez.
A pesar de su éxito en el teatro y cine en Chile, Arturo Mario y su esposa regresan a Buenos Aires para dedicarse por completo a la actividad teatral. Arturo Mario murió en Argentina en 1943.

## Filmografía

### Como actor
- 1915: Nobleza Gaucha
- 1917: Alma chilena
- 1918: Todo por la patria o El girón de la bandera
- 1918: La avenida de las acacias
- 1920: Manuel Rodríguez

### Como director
- 1917: Alma chilena
- 1918: Todo por la patria o El girón de la bandera
- 1918: La avenida de las acacias
- 1920: Manuel Rodríguez